# Kang Min-soo
Kang Min-soo (* 14. Februar 1986 in Goyang, Gyeonggi-do) ist ein südkoreanischer Fußballspieler.

## Karriere
Kang begann seine Profikarriere im Alter von 18 Jahren bei den Chunnam Dragons. Ein Jahr später holte ihn der damalige Trainer Huh Jung-moo in die erste Mannschaft, mit der er 2007 den koreanischen Pokalwettbewerb gewann. In der folgenden Saison spielte er für den Lokalrivalen Jeonbuk Motors, bevor er ein Jahr später zu Jeju United wechselte, wo er während der Saison 2009 gemeinsam mit Cho Yong-hyung die Innenverteidigung bildete. Mit seinen Leistungen erregte er das Interesse von Cha Bum-kun, dem Trainer der Suwon Bluewings, der ihn Anfang 2010 unter Vertrag nahm.
Sein erstes Länderspiel für die A-Nationalmannschaft Südkoreas bestritt Kang Min-soo am 2. Juni 2007 gegen die Niederlande. Unter Nationaltrainer Pim Verbeek nahm er später auch an der Asienmeisterschaft teil. Zudem spielte er beim olympischen Fußballturnier 2008 in Peking. In der Asien-Qualifikation für die Fußball-Weltmeisterschaft 2010 in Südafrika bestritt er in neun Partien.

## Titel und Erfolge
- Koreanischer Pokalsieger 2007 mit den Chunnam Dragons